# Марко Меерітс
Марко Меерітс (ест. Marko Meerits, нар. 26 квітня 1992, Таллінн) — естонський футболіст, воротар клубу «Нарва-Транс».
Виступав, зокрема, за клуб «Вітесс», а також національну збірну Естонії.

## Клубна кар'єра
Народився 26 квітня 1992 року в місті Таллінн. Вихованець футбольної школи клубу «Флора».
У дорослому футболі дебютував 2008 року виступами за команду клубу «Варріор» (Валга), в якій провів один сезон, взявши участь у 3 матчах чемпіонату. 
Згодом з 2009 по 2011 рік грав у складі команд клубу «Флора».
Своєю грою за останню команду привернув увагу представників тренерського штабу клубу «Вітесс», до складу якого приєднався 2011 року. Відіграв за команду з Арнема наступні два сезони своєї ігрової кар'єри.
Протягом 2013—2018 років захищав кольори клубів «Флора», «Еммен», «Тарвас» та «ВПС».
До складу клубу «Нарва-Транс» приєднався 2019 року. Станом на 11 листопада 2019 року відіграв за нарвинський клуб 30 матчів в національному чемпіонаті.

## Виступи за збірні
У 2010 році залучався до складу молодіжної збірної Естонії. На молодіжному рівні зіграв у 4 офіційних матчах, пропустив 1 гол.
Того ж року дебютував в офіційних матчах у складі національної збірної Естонії.

## Титули і досягнення
- Чемпіон Естонії (1):

«Флора»: 2010
- Володар Кубка Естонії (3):

«Флора»: 2010-11, 2012-13
«Транс»: 2018-19
- Володар Суперкубка Естонії (1):

«Флора»: 2011